# Napomyza bellidis
Napomyza bellidis este o specie de muște din genul Napomyza, familia Agromyzidae, descrisă de Griffiths în anul 1967. Conform Catalogue of Life specia Napomyza bellidis nu are subspecii cunoscute.